# Zèbou–Itatigri
Zèbou–Itatigri est un quartier du 3e arrondissement de la commune de Porto-Novo localisé dans le département de l'Ouémé au sud-est du Bénin.

## Histoire
Zèbou–Itatigri devient officiellement un quartier du 3e arrondissement de la commune de Porto-Novo le 06mars 2015 à la suite de la loi N°2015-01 modifiant et complétant la loi N°2013-05 du 27mai 2013 portant création, organisation, attribution et fonctionnement des unités administratives locales en république du Benin.

## Population
Selon le recensement général de la population et de l'habitation de 2013 conduit par l'institut national de la statistique et de l'analyse économique (INSAE), Zèbou–Itatigri compte 180 ménages et 575 habitants.